# Honda XL 185 S
Das Motorrad XL 185 S ist eine japanische Enduro von Honda, die in den Jahren 1979 bis 1999 gebaut wurde.

## Modellgeschichte
Scrambler waren in den 1960er Jahren in den USA sehr verbreitet. Das sind Straßenmotorräder mit erhöhter Sitzposition, deren Geländetauglichkeit durch grobstollige Reifen und höhergelegte Auspuffanlagen verbessert wurde. Ende der 1960er legte Honda eine Serie von SL-Modellen auf, die den Übergang vom Scrambler zur Enduro einleiteten. z. B.: Honda SL 90 (1969); Honda SL 175 (1970–1972); Honda SL 70 (1971–1974), 1974 umbenannt in XL 70 (bis 1977).

## Sonstiges
Die XL 185 S hat ein 6-Volt-Bordnetz, das sich jedoch relativ einfach auf 12 V umrüsten lässt. Den Motor gab es auch als 125-cm³-Ausführung und mit etwas mehr Leistung (18 PS) in der XR 185. In leicht abgewandelter Form wird dieser Motor nach wie vor (Stand 2012) in einigen chinesischen Lizenzen (Zongshen, Lifan) gebaut.

## Technik
Die XL 185 S hat folgende Daten:
Der Motor ist ein fahrtwindgekühlter OHC-Einzylindermotor mit je einem Auslass- und Einlassventil. Er arbeitet nach dem Otto-Viertaktprinzip. Aus 63,0 mm Bohrung und 57,8 mm Hub ergibt sich ein Hubraum von 180 cm³. Die Verdichtung beträgt 9,2. Die Höchstleistung von 16,3 PS (12 kW) liegt bei 8000/min an. Das maximale Drehmoment von 15 N·m wird bei 6500/min erreicht.

### Vergaser
Die Gemischaufbereitung erfolgt durch einen Vergaser mit Schieberdurchmesser 24 mm.

### Elektrische Anlage
Der Zündfunke wird durch eine kontaktlose Zündung (CDI) erzeugt. Das Bordnetz arbeitet mit einer Spannung von 6 Volt und ist damit schwach ausgelegt.

### Kraftübertragung
Die Kraftübertragung erfolgt im Primärantrieb durch Zahnräder. Eine Mehrscheibenkupplung im Ölbad trennt die Gänge im klauengeschalteten Getriebe mit 5 Gangstufen.
Den Sekundärantrieb zum Hinterrad übernimmt eine Rollenkette.

### Fahrwerk und Bremsen
Das Kraftrad hat einen offenen Stahlrohrrahmen. Die Federung vorne übernimmt eine Teleskopgabel mit 31 mm Standrohrdurchmesser und 200 mm Federweg. Das Hinterrad wird durch eine Zweiarmschwinge aus Stahlrohr geführt. Zwei einstellbare Federbeine mit einem Federweg von 165 mm federn die Unebenheiten auf der Straße und im Gelände ab. Sowohl das Vorderrad als auch das Hinterrad werden durch Trommelbremsen mit jeweils 110 mm Trommeldurchmesser gebremst.

## Maße und Gewichte
Der Radstand beträgt 1320 mm. Die Sitzhöhe ist mit 82 cm angegeben. Das fahrfertige Gewicht beträgt 116 kg. Der Kraftstofftank fasst 7 Liter.

## Messwerte
Die Höchstgeschwindigkeit solo liegt bei ca. 110 km/h. Der Verbrauch bei 2,5 bis 4,5 Liter Normalbenzin auf 100 km (im Gelände generell höher als auf der Straße). Die Reichweite beträgt bis zu 250 km.

## Modellpflege
Modellgeschichte der Honda XL 185S
- 1979 Freistehender Scheinwerfer, zwei Rundinstrumente im gemeinsamen Gehäuse
- 1981 Zwei (in einzelnen Gehäusen verbaute) Rundinstrumente, Gleichrichter mit Regler
- 1982 XL200R wird in Deutschland parallel angeboten, XL185S wird abverkauft
- 1985 Tankform und Seitendeckel geändert
- Allgemein: je nach Land verschiedene Ausführung, z. B. ohne Drehzahlmesser
- 1999 Letztes Modelljahr